# Valašt
Valašt (perz. ولشت) je je slatkovodno jezero u pokrajini Mazandaran na sjeveru Irana, oko 23 km jugozapadno od grada Čalusa odnosno 80 km sjeverno od Teherana. Tektonskog je podrijetla i nalazi se na sjevernim padinama Alborza koje se spuštaju prema Kaspijskom jezeru. Valašt nema stalnih pritoka i napaja se isključivo padalinama odnosno površinskim otjecanjem sa susjednih planina.
Jezero ima površinu od 0,15 km², dubinu do 28 m i zapremninu od 3,0 milijuna m³. Proteže se duljinom od 800 m u smjeru istok-zapad, dok mu najveća poprečna širina iznosi 350 m. Nadmorska visina Valašta je 915 m i prema sjeveru, zapadu i jugu omeđen je planinama visine 1400-1700 m, dok je prema istoku kotlina gotovo otvorena pa jezerska voda tijekom kišnih mjeseci otječe dolinom prema Rud-e Čalusu.
Geolozi pretpostavljaju da je prirodna laporno-vapnenačka brana nad dolinom posljedica snažnog potresa (M≈7,7) iz 958. godine koji je izazvao klizišta. Zbog tektonskih i vulkanskih aktivnosti Alborza, prirodnoj brani prijeti popuštanje čime bi se izravno ugrozilo 10.000 stanovnika koji žive u nizvodnim dolinama, odnosno istoimeno naselje Valašt smješteno na samoj brani. Posljednji snažan potres na ovom području zabilježen je 1999. godine.
Užom okolicom Valašta prevladava sredozemna klima (Csa), a relativna vlažnost zraka bitno je niža od susjednih područja na manjim visinama od kojih je odvojen planinom. Dok u navedenoj vlažnoj zoni udaljenoj svega 1000 m prevladavaju suptropske i mješovite šume, Valašt nije izravno izložen djelovanju Kaspijskog jezera pa su mu litice relativno ogoljene i njihova se flora sastoji od niskog grmlja i makovice. U faunu spadaju losos i klen, te više vrsta ptica selica. Gospodarske aktivnosti oko Valašta usmjerene su na ekološki turizam, ribolov i ribogojstvo. Od 1973. godine u jezeru se uzgaja kalifornijska pastrva.

## Galerija
- Trska
- Flora uz litice
- Panorama
- Patke uz obalu
- Krave u jezeru

## Poveznice
- Zemljopis Irana
- Popis iranskih jezera